# Девід Еллефсон
Девід Воррен Еллефсон (англ. David Warren Ellefson); нар. 12 листопада 1964) — музикант, відомий насамперед як басист гурту Megadeth.